# René Bosiers
René Bosiers né le 13 janvier 1875 à Anvers et mort le 6 mai 1927 à Borgerhout, est un artiste peintre et graveur belge.

## Biographie
Formé à l'Académie des beaux-arts d'Anvers, René Bosiers est un élève de Jean Guillaume Rosier (1858-1931) et Julien De Vriendt (1842-1935). Il produit des paysages plus urbains que champêtres marqués par l'impressionnisme et inspirés par les environs et les intérieurs anversois à la manière d'un Henri de Braekeleer (ruelles, port). Il se lance aussi dans la production de gravures sur métal (eau-forte et aquatinte).
René Bosiers expose au salon d'Anvers de 1912. Il rejoint le cercle artistique De Scalden (« Les Scaldes ») fondé par le médailleur-sculpteur Jules Baetes (1861-1937), qui expose depuis 1896 Salle Verlat à Anvers. Bosiers produit pour l'annuaire du cercle quelques illustrations (de 1903 à 1914) et collabore à quelques éditions illustrées d'ouvrages littéraires. En 1905 et 1911, il expose au IIe et VIIIe salon du « Cercle d'Art - Les Indépendants » à Bruxelles et en 1913, il est présent parmi le groupe de peintres belges durant l'exposition universelle de Gand. Il rejoint enfin le cercle d'art anversois Als ik Kan (« Si je peux », cofondé entre autres par Léon Brunin) avec lequel il expose après la Première Guerre mondiale, période durant laquelle il se réfugie à Amsterdam,.
Les peintures de Bosiers sont conservées au musée royal des Beaux-Arts d'Anvers. Een paria, l'une de ses toiles les plus célèbres, est à la Vleeshuis (Anvers).

## Galerie

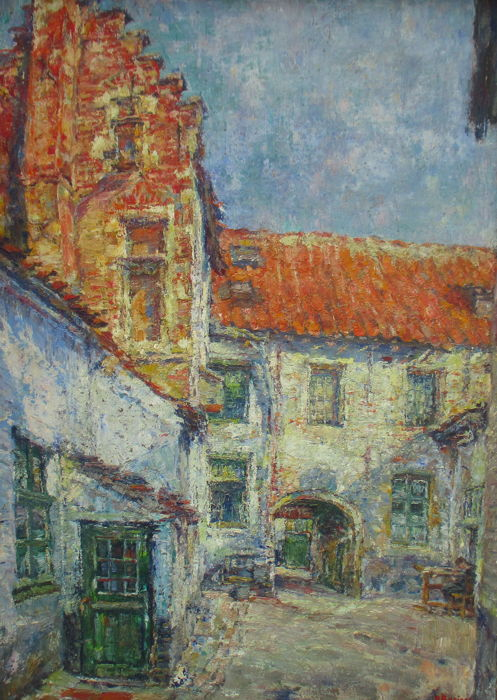
Vue d'Anvers, huile sur toile
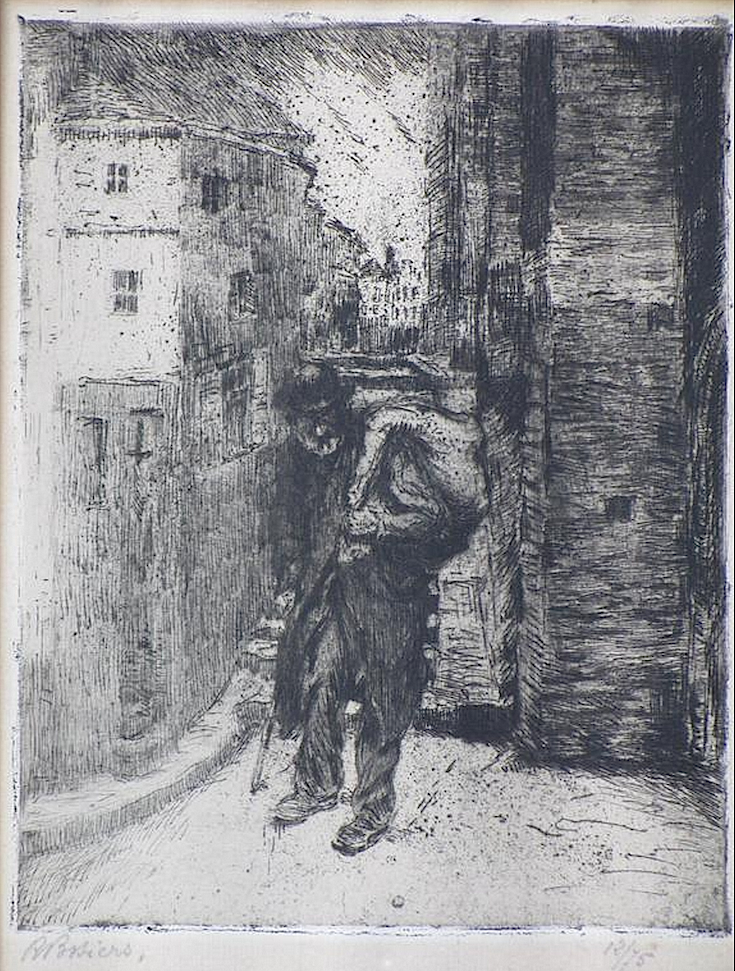
Le Vieil Homme dans la rue, eau-forte (v. 1900)
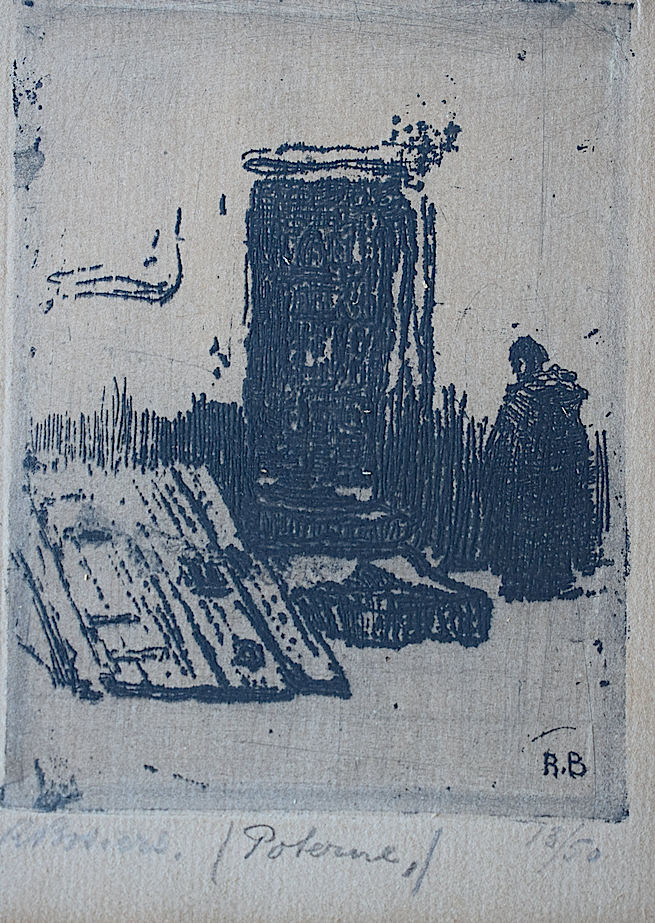
La Poterne, aquatinte (v. 1900)